# Mayuko Toyota
Pour les articles homonymes, voir Toyota (homonymie).
Mayuko Toyota (豊田 真由子, Toyota Mayuko), née le 10 octobre 1974, est une femme politique japonaise, représentant la quatrième circonscription de la préfecture de Saitama pour le Parti libéral-démocrate à la Chambre des représentants du Japon. Elle est nommée au sein du gouvernement Abe III en 2015, au poste de secrétaire parlementaire chargée de l'éducation, de la culture, des sports, de la science et de la technologie. Elle quitte la vie politique en 2017, après des scandales de harcèlement contre ses différents assistants parlementaires.

## Jeunesse, études et carrière pré-électorale
Toyota naît le 10 octobre 1974 à Funabashi, dans la préfecture de Chiba. Elle effectue ses études supérieures à la faculté de droit à l'université de Tokyo, et effectue également un cursus supplémentaire en santé publique à l'université Harvard.
Toyota rejoint le ministère de la Santé, du Travail et des Affaires sociales en 1997, en tant que bureaucrate, avant de devenir en 2003 la directrice de la division des affaires générales et de la planification du ministère, puis directrice adjointe de la division du soutien aux personnes âgées, du bureau de soutien et de bien-être social.

## Carrière électorale

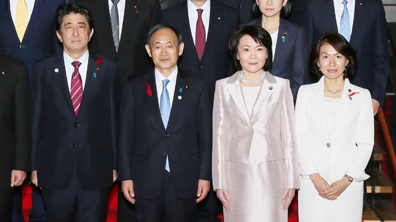
Toyota en 2015, lors de sa nomination au gouvernement Abe III. À ses côtés, de droite à gauche, Miki Yamada, Yoshihide Suga et Shinzō Abe.

Toyota commence sa carrière politique lors des élections législatives japonaises de 2012, et fait campagne pour le Parti libéral-démocrate dans la quatrième circonscription de la préfecture de Saitama. Elle est élue à l'issue de ce scrutin, et fait son entrée à la Diète du Japon la même année.
Réelue en 2014 lors des élections législatives de la même année, toujours dans sa circonscription de Saitama, elle entre au gouvernement Abe III en 2015 au poste de secrétaire parlementaire chargée de l'éducation, de la culture, des sports, de la science et de la technologie.
À la suite de différents scandales de harcèlement moral à l'encontre de ses différents assistants parlementaires, elle démissionne du PLD, mais conserve son siège à la Diète du Japon,. Juste après sa démission, elle a été hospitalisée d'urgence pour instabilité mentale. Plusieurs manifestations ont lieu dans le Japon, demandant la démission de Toyota. Plusieurs plaintes sont ensuite portées contre Toyota.
Toyota tente de faire amende honorable, présente ses excuses à ses partisans,, et annonce sa candidature en tant qu'indépendante aux élections législatives japonaises de 2017. Elle perd néanmoins cette élection, et perd près de 60 000 voix comparé à l'élection de 2014. Elle annonce prendre sa retraite politique,.

## Carrière post-électorale
Après sa carrière politique, Toyota retrouve un travail dans une société de protection sociale qui fournit des soins infirmiers et des services de garde d'enfants dès janvier 2018.
Elle devient également chroniqueuse et commentatrice d'actualités depuis la crise sur la coronavirus, souvent invitée en tant qu'ancienne experte du domaine de la santé. Elle se retient généralement d'aborder les sujets politiques, mais est appréciée par son sérieux sur la réponse aux questions par les internautes.

## Controverses
Toyota crée la polémique en 2017, lorsque plusieurs accusations de harcèlement psychologique et moral sont lancées à son encontre par plusieurs de ses anciens secrétaires et assistants parlementaires. Elle est notamment accusée d'avoir agressé physiquement, insulté et de s'être moquée de différents employés, notamment de la calvitie d'un de ces derniers. En plus de porter des coups, elle profère également régulièrement des menaces de mort à l'encontre de ses différents assistants, et que de leur famille proche. Ainsi, elle imagine le viol de la fille d'un de ses secrétaires, avant de plaisanter sur cet hypothétique viol et de menacer de mort sa fille, si l'assistant continue de faire des erreurs entachant supposément la réputation de Toyota. Ces sévices ne sont pas une exception, et plus de 100 secrétaires ont démissionné du bureau de Toyota en plus de quatre ans. 
Ces incidents conduisent à la démission et au retrait de la vie politique de Toyota, mais amènent surtout la lumière sur le phénomène encore répandu du harcèlement au travail dans la culture japonaise. Les insultes prononcées par Toyota sont d'ailleurs retenues parmi les « mots de l'année 2017 » au Japon.

## Prises de position
Comme la majorité des représentants de son parti, elle fait la promotion des Abenomics, politique économique japonaise promue par le Premier ministre Shinzō Abe, qu'elle soutient. Elle estime également que l'énergie nucléaire est nécessaire à la contribution énergétique japonaise pour le moment, même si l'armement nucléaire ne devrait pas être envisagé. En outre, elle souhaite une révision de la Constitution antimilitariste du Japon. Elle est également favorable à la visite du sanctuaire Yasukuni, sanctuaire shinto, considéré par certains comme l'un des symboles nationalistes du Japon, mais également de son passé colonialiste, par les membres du gouvernement. 
D'un point de vue social, elle répond en 2014 ne pas souhaiter se prononcer sur la nécessité ou non pour le Japon d'instaurer des quotas de femmes dans la vie politique japonaise. Par ailleurs, Toyota s'oppose aux tentatives de changer la loi japonaise qui impose aux conjoints de porter le même nom.

## Vie privée
Elle a deux enfants, un garçon et une fille, et est mariée à un fonctionnaire du ministère du Territoire, des Infrastructures, des Transports et du Tourisme.